# Monte Carpegna
Il monte Carpegna è un gruppo montuoso dell'Appennino tosco-romagnolo, posto in senso longitudinale nordovest-sudest ai confini tra Marche, Emilia-Romagna e Toscana, nella zona del Montefeltro, in provincia di Pesaro e Urbino (dove si erge la sua vetta), provincia di Rimini e provincia di Arezzo (Sasso di Simone) a nord-ovest del Monte Nerone: tra le due cime passa il confine tra Appennino tosco-romagnolo e Appennino umbro-marchigiano.

## Descrizione

### Geografia
Il massiccio comprende anche le vette di San Leo, San Marino, Villagrande di Montecopiolo, monte Canale, Sasso Simone e Simoncello e altri rilievi minori del Montefeltro. La sua cima più elevata raggiunge i 1.415 
Alle pendici meridionali si stende l'abitato di Carpegna (748 metri s.l.m.), mentre a est, incastrata in uno dei suoi contrafforti, si trova l'abitato di Villagrande (915 metri s.l.m, sede del comune di Montecopiolo). A nord si staglia il piccolo comune di Maiolo (550 metri s.l.m.) e a nord-ovest sono adagiati i comuni di Pennabilli e Sestino. Il monte è compreso nel territorio del Parco naturale regionale del Sasso Simone e Simoncello. Sulla vetta si estende l'Eremo del Monte Carpegna, nel comune di Montecopiolo, luogo di culto, data la presenza di uno storico santuario e meta di sport invernali grazie agli impianti sciistici, e villeggiatura estiva.

## Geologia
La natura geologica prevalentemente calcarea è evidenziata dal biancore delle rocce affioranti lungo i fianchi della montagna. I composti calcareo-marnosi disegnano delle trame visibili a notevoli distanze, sia nella parte sommitale del versante settentrionale e, soprattutto, in quella meridionale. È possibile scorgere la bianchissima trama calcarea della scoscesa Ripa dei Salti fin dalle coste adriatiche, soprattutto nelle giornate di cielo terso.

### Flora
Un bosco lussureggiante ricopre le pendici. Sono prevalenti i faggi, le querce, i cerri, i carpini, gli aceri, i frassini, i sorbi, gli agrifogli, vegetazione tipica dell'Appennino settentrionale. Nelle pendici meridionali è presente invece una pineta, in cui le specie prevalenti sono pino nero d'Austria e abete. Quest'ultimo è il frutto di un rimboschimento effettuato durante i primi del Novecento. Questo tipo di albero ha permesso di ripristinare l'humus di un terreno eccessivamente dilavato, che costituiva un pericolo per l'abitato di Carpegna per le possibili frane. Oggi, la vegetazione spontanea sta lentamente sostituendo la pineta.
Tra le specie erbacee, ricordiamo le più diffuse: anemoni trifogliati, fiordalisi montani, gigli rossi, gigli martagoni e numerose specie di orchidee.

### Fauna
La fauna è composta da rapaci notturni e diurni come la civetta, il barbagianni, il gufo reale, l'allocco, la poiana, il gheppio, il falco pellegrino e l'aquila. Tra i mammiferi è possibile incontrare volpi, caprioli, daini, cinghiali, tassi, istrici e lupi.

## Sport
Stagione invernale
Sulla vetta del monte si trovano impianti sportivi per attività invernali, sci e snowboard . Nell'estate del 2007 è stata inaugurata una nuova seggiovia a tre posti per rendere più veloce e comodo il trasporto degli sciatori diretti alle piste da discesa. Si segnala anche la presenza di un impianto di innevamento artificiale permanente e la possibilità di effettuare discese notturne grazie all'illuminazione delle piste. 
Stagione primaverile ed estiva

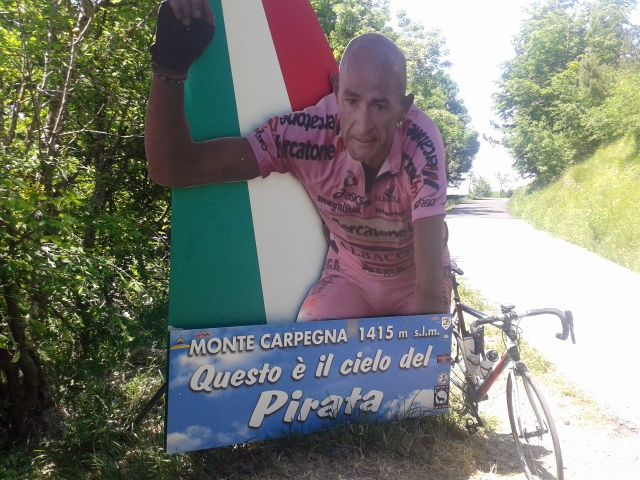
Stele in memoria di Marco Pantani sul Cippo della Carpegna

Nelle altre stagioni è possibile praticare trekking lungo i numerosi sentieri, curati e segnalati dall'Ente Parco. Un gruppo di giovani carpegnoli organizza dei voli in parapendio, prevalentemente in estate. La base di partenza è il dirupo del Trabocchino, a metà strada tra la cima del monte e la base degli impianti di risalita.
I sentieri e le stradine di montagna rappresentano percorsi ideali per podisti e mountain bike. La salita al Cippo della Carpegna è stata resa celebre da Marco Pantani, che era solito scalare questa ripida salita durante i suoi allenamenti: in memoria del grande ciclista ogni anno, a Carpegna, si corre una Gran Fondo in Mountain Bike chiamata "Il Carpegna mi basta!!".
Il 25 marzo 2023 il Comune di Carpegna ha intitolato il punto di valico del Monte Carpegna a Marco Pantani.